# Udvandring
Udvandring eller emigration betegner mennesker, som af forskellige årsager forlader et sted for at flytte til et andet (dvs. de migrerer eller foretager en vandring eller migration) . Set fra oprindelseslandets synspunkt er denne vandring en udvandring, set fra modtagerlandet er der tale om indvandring. Personerne, der udvandrer, betegnes udvandrere eller emigranter.
Udvandring har ofte en historisk forklaring. De store udvandringsbølger fra Europa fra sidste halvdel af 1800-tallet og begyndelsen af 1900-tallet havde en nøje sammenhæng med vanskelighederne med at skabe en tilfredsstillende tilværelse for store dele af landbefolkningen i specielt Nordeuropa, kombineret med udviklingen af mere effektive transportmidler (bl.a. store dampskibe) og dermed lavere transportpriser, som gjorde det muligt for dele af befolkningen af rejse ud i verden (specielt til Nordamerika) for at søge efter et bedre liv i Den Nye Verden.

## Udvandringen fra Europa til Amerika i 1800-tallet
I 1902 opgjorde den svenske statistiker G. Sundbärg udvandringen fra Europa til Amerika i 1800-tallet således:
| År        | Antal (gns) | År   | Antal   | År   | Antal     |
| --------- | ----------- | ---- | ------- | ---- | --------- |
| 1801-1820 | 10.000      | 1877 | 210.000 | 1890 | 750.000   |
| 1821-1830 | 20.000      | 1878 | 235.000 | 1891 | 881.000   |
| 1831-1840 | 75.000      | 1879 | 335.000 | 1892 | 745.000   |
| 1841-1850 | 250.000     | 1880 | 545.000 | 1893 | 723.000   |
| 1851-1860 | 350.000     | 1881 | 702.000 | 1894 | 450.000   |
| 1861-1870 | 345.000     | 1882 | 760.000 | 1895 | 637.000   |
| År        | Antal       | 1883 | 742.000 | 1896 | 610.000   |
| 1871      | 390.000     | 1884 | 608.000 | 1897 | 499.000   |
| 1872      | 490.000     | 1885 | 545.000 | 1898 | 474.000   |
| 1873      | 490.000     | 1886 | 601.000 | 1899 | 560.000   |
| 1874      | 370.000     | 1887 | 758.000 | 1900 | 656.000   |
| 1875      | 275.000     | 1888 | 877.000 | 1901 | 798.000   |
| 1876      | 240.000     | 1889 | 798.000 | 1902 | 1.000.000 |

Oversigten viser dels, at udvandringen fra Europa til Amerika voksede fra århundredets begyndelse til begyndelsen af det følgende århundrede, men tillige "udvandringsbølger" med højdepunkter omkring 1871, 1882, 1888-1891 og 1902 og fald omkring 1877, 1885, 1894-1898.
Geografisk var fordelingen for årene 1861-1870 af de udvandrede efter udvandringsområde dette:
- fra de britiske øer: 1.106.976 personer,
- fra Tyskland: 821.007 personer,
- fra Skandinavien: 135.684 personer,
- fra Frankrig: 37.000 personer,

mens en opgørelse for den samlede oversøiske udvandring i 1902 gav følgende resultat:
- Italien: 350.000 personer,
- Østrig-Ungarn: 170.000 personer,
- England: 137.000 personer,
- Irland: 42.000 personer,
- Skotland: 26.000 personer
- Rusland: 53.000 personer,
- Spanien (1901): 35.000 personer,
- Sverige: 34.000 personer,
- Tyskland: 32.000 personer,
- Portugal (1901): 20.000 personer,
- Norge: 20.000 personer,
- Finland: 19.000 personer,
- Danmark: 7.000 personer,
- Frankrig: 5.000 personer,
- Schweiz: 5.000 personer,
- Holland (1901): 2.000 personer,
- Belgien (1901): 1.000 personer.

## Betydning
Udvandringens betydning kan vurderes fra tre synsvinkler:
1. den udvandrede person,
2. det land, hvorfra udvandringen er sket,
3. det land, hvortil udvandringen sker.

For den udvandrede persons vedkommende sker udvandring som regel med henblik på at forbedre udvandrerens levevilkår. Hvorvidt dette sker, beror i nogen grad på den enkeltes egne egenskaber og evner til at udnytte de derved opståede muligheder.
Da den store udvandring til Amerika fra Europa fandt sted i slutningen af 1800-tallet, var det samtidens vurdering, at mulighederne for at forbedre udvandrernes levekår det nye sted var gode. I et foredrag holdt i 1873 vurderede økonomen V.A. Falbe-Hansen mulighederne således:
"Enhver Nybygger kan efter den saakaldte "Homesteadlov" optage vist Kvantum Jord, indtil 160 Akres, af Regeringens Land, kun mod at betale et lille Gebyr, 14 Dollars, og med den Forpligtelse i en vis Tid at bo der, indhegne og opdyrke det. Han kan ogsaa kjøbe Land enten af Staten, af Jærnbanekompagnierne eller de talrige private Landkompagnier, Prisen varierer da i Almindelighed mellem l¼ og 10 Dollars pr. Akre, efter Jordens Godhed og Beliggenhed; Betalingsvilkaarene ere altid særdeles lempelige. Med en Sum af omtrent 800 Dollars kan en Mand begynde som Nybygger, optage Homestead eller kjøbe Land, bygge sig en Træhytte, kjøbe et Par Oxer, de nødvendigste Redskaber, Saakorn for Sommeren; og Arbejdslønnen er høj, at en flink og sparsommelig Mand i Løbet af 2 å 3 Aar uden Vanskelighed kan opspare en Sum. ... Jordens Behandling er naturligvis meget overfladisk, Gjødning og Brak er næsten ukjendt, men alligevel giver den jomfruelige Jordbund Aar efter Aar en Afgrøde som vore bedre Jorder. 10 ti Fold Hvede, 16 a 17 Fold Byg synes at være Middel afgrøder.
Afsætningsforholdene, der ellers danne Hovedvanskeligheden Nybyggere, saaledes navnlig ogsaa i de avstralske der ellers forene alle Betingelserne for en kraftig Udvikling, ere i Amerika forholdsvis gode, takket være det tætbefolkede industrielle Østen, de rige over hele Unionen spredte Bjærgsværks- og Mineanlæg med deres store Arbejderbefolkning, de mange sejlbare Floder og Søer, det udstrakte Jærnbanenet og frem for Alt Amerikanernes Foretagelsesaand og Handelsdygtighed. 1 Dollars pr. bushel Hvede og 70 cents pr. bushel Byg — henholdsvis 6 Rdl. 4 Mk. og 4 Rdl. 4 Mk. for en Tønde — synes at være en almindelig Pris i velbeliggende og selv i Nebraskas og Minnesotas fjerntliggende betales Hveden i Almindelighed med 50 cents, Byg med 40 cents pr. bushel. Prisen paa et Par Arbejdsstude varierer mellem 100 og 150 Dollars, en Hest koster fra 125 til 200 Dollars, et Faar 2 å 3 Dollars.
Det synes indlysende, at med Priser som disse, har en Nybygger, der besidder en Ejendom paa 160 Akres, eller noget over 100 Tdr. Land, der har færre Dyrkningsomkostninger og Skatter at betale end herhjemme, gode Udsigter til med Tiden at blive en velstaaende Mand. Man regner ogsaa almindeligt herude i Vesten, at en flink Mand, der har nogle Hundrede Dollars at begynde med, Løbet af 5 Aar kan skabe sig et overflødigt Hjem, sidde roligt og rentefrit paa sin egen Ejendom.» ... — Naar man ser, hvorledes Indvandrere strømme til i Hundredetusenvis,og ikke blot fra Evropa, men ogsaa fra de gamle mindre frugtbare østlige Stater Massachusetts og New York, for at nedsætte sig paa Stepperne i Vesten, kan man ikke nære Tvivl om, at den fattige Nybygger, der har optaget sit Homestead, bebygget og opdyrket det ved egen og Families Hjælp, naar han blot nogenlunde har Lykken med sig, efter ikke mange Aars Forløb vil finde sig i Besiddelse af en Ejendom, der har adskillige Tusend Dollars Værdi."
Det lød fristende, og mange vovede springet. At det ikke gik alle lige godt, bevidnes til dels af en vis tilbagevandring, og allerede samtiden var naturligvis opmærksom på den mulighed, der forelå for misbrug fra udvandreragenters og andres side.
For det land, hvorfra udvandringen var sket, var der naturligvis tale om et vist tab. De penge, som staten havde ofret på den udvandredes skolegang med mere, gik tabt ved udvandring, ligeledes en ved udvandring medbragt formue (stor eller lille). "Arbejdskraften fordyres for Producenten, Efterspørgselen tager af, Produktionen gaar tilbage, de faste Ejendomme synke i Værdi, Landets Militærmagt svækkes, Skatteindtægterne tage af o. s. v. o. s. v." Alligevel så samtiden også gode sider ved udvandringen: sociale problemer mindskedes og dermed behovet for offentlig forsorg, vilkårene forbedredes for de tilbageblevne med hensyn til at få arbejde (og en bedre indkomst), hvorved skattetab modvirkedes, og endelig kunne en del af de i udlandet tjente penge vende tilbage til hjemlandet, ligesom omfanget af forbrydelser (med efterfølgende fængsling) og lignende mindskedes.
Af stor betydning er naturligvis de udvandredes fordeling efter alder og køn. For 1902 opgjordes for Danmarks vedkommende følgende sammensætning af de udvandredes andel af 10.000 i alders- og køngruppen:
| Aldersgruppe | Mænd | Kvinder |
| ------------ | ---- | ------- |
| 0-15 År      | 13   | 12      |
| 15-20 år     | 73   | 37      |
| 20-30 år     | 116  | 50      |
| 30-40 år     | 32   | 20      |
| 40-60 år     | 11   | 8       |
| Over 60 år   | 5    | 5       |

Det fremgår heraf, at det fortrinsvis var yngre, arbejdsføre mænd, der udvandrede (bortset fra børn var mændene i overtal inden for alle aldersgrupper, ligesom aldersgruppen 20-30 år lå højst, fulgt af 15-20 år). Virkningen for det land, hvorfra udvandringen skete, var således:
1. at indbyggervæksten svækkedes,
2. at kvindernes overtal forøgedes,
3. at andelen af tilbageværende arbejdsdygtige aldersgrupper svækkedes i forhold til børn og gamle[8].

At det land, der var udvandringsmålet, havde gavn af nybyggerne i opbygningen af det nye samfund og mulighed for at udnytte de muligheder, nybyggerlandet havde, blev anset for givet.